# Nuomenhanburide
Nuomenhanburide (kinesiska: 诺门汗布日德, 诺门汗布日德苏木) är en socken i Kina. Den ligger i den autonoma regionen Inre Mongoliet, i den norra delen av landet, omkring 970 kilometer nordost om regionhuvudstaden Hohhot.
Genomsnittlig årsnederbörd är 629 millimeter. Den regnigaste månaden är juli, med i genomsnitt 157 mm nederbörd, och den torraste är januari, med 7 mm nederbörd.